# Katolička Crkva u Paragvaju
Katolička Crkva u Paragvaju je dio svjetske Katoličke Crkve, pod duhovnim vodstvom pape i rimske kurije. U Paragvaju, prema popisu stanovništva iz 2002. godine, živi oko 5.7 milijuna katolika, 89 % od ukupnog stanovništva. Crkva je podijeljena na 11 dijeceza (biskupija) uključujući i jednu arhidijecezu (nadbiskupija), 2 apostolska vikarijata i vojni ordinarijat. Biskupi Paragvaja okupljeni su u Biskupsku konferenciju Paragvaja. 
Zaštitnici Paragvaja su Gospa od Uznesenja, Gospa od Lujana, a još se šutuju i sv. Blaž, sv. Franjo Solanski i Gospa od čudesa od Caacupé.

## Povijest
Evangelizacija Paragvaja je započela 1542. godine. Prva biskupija je osnovana 1547. godine. Godine 1609. su isusovci čak osnovali svoje redukcije što je bio sustav evangelizacije, organizirajući indijance u zajednice, u kojima su mogli naučiti o zemljoradnji, kućnim poslovima i trgovini. 
Španjolska vlada bila je sumnjičav prema tim zajednicama, bojeći se da bi one mogle biti prijetnja kolonijalnom sustavu, no one su opstale do 1768., kada su Isusovci protjerani iz Latinske Amerike. Poslije stjecanja neovisnosti 1811., vlada je pokušavala upravljati Crkvom namećući joj svoje vodstvo. José Gaspar Rodríguez de Francia, paragvajski diktator, samoproglasio se liderom Katoličke crkve Paragvaja te je bio ekskomuniciran. Nacionalno marijansko svetištu je u Caacupéu, kojeg svake godine pohodi više od milijun hodočasnika. 
Papa Ivan Pavao II. posjetio je Paragvaj 1988. godine, a papa Franjo 2015. Apostolska nuncijatura u Paragvaju osnovana je 1920. godine. Sadašnji apostolski nuncij od je Eliseo Antonio Ariotti.

### Organizacija
Katolička Crkva u Paragvaju je podijeljena na 1 metropoliju i 11 sufraganskih biskupija, 2 vikarijata te vojni ordinarijat:
- Nadbiskupija Asunción
  - Biskupija Benjamín Aceval
  - Biskupija Caacupé
  - Biskupija Carapeguá
  - Biskupija Ciudad del Este
  - Biskupija Concepción en Paraguay
  - Biskupija Coronel Oviedo
  - Biskupija Encarnación
  - Biskupija San Juan Bautista de las Misiones
  - Biskupija San Lorenzo
  - Biskupija San Pedro Apóstol
  - Biskupija Villarrica del Espíritu Santo
- Apostolski vikarijat Chaco Paraguayo
- Apostolski vikarijat Pilcomayo
- Vojni ordinarijat u Paragvaju

## Vanjske poveznice
- Izvadak sa stranice catholic-hierarchy.org (engl.)
- Službena stranica Biskupske konferencije Paragvaja  Arhivirana inačica izvorne stranice od 23. studenoga 2016. (Wayback Machine) (šp.)
- Katolička crkva u Paragvaju (engl.)